# R Plus Seven
R Plus Seven — шестой студийный альбом американского электронного музыканта Oneohtrix Point Never (Дэниел Лопатин), изданный 30 сентября 2013 года на лейбле Warp Records. Музыкальная палитра альбома в значительной степени опирается на синтезаторные звуки MIDI инструментов, пресеты синтезаторов 1980-х годов и VST.
Альбом R Plus Seven получил признание критиков и был включён в списки лучших музыкальных изданий по итогам года. Его релиз состоялся одновременно с несколькими совместными работами по визуальному сопровождению с такими современными художниками, как Джон Рафман, Такеши Мурата и Нейт Бойс.

## Отзывы
| Совокупная оценка    | Совокупная оценка |
| Источник             | Оценка            |
| -------------------- | ----------------- |
| AnyDecentMusic?      | 7.7/10            |
| Metacritic           | 81/100            |
| Оценки критиков      |                   |
| Источник             | Оценка            |
| AllMusic             | [ 7 ]             |
| Consequence of Sound | [ 8 ]             |
| Exclaim!             | 8/10              |
| Mojo                 | [ 10 ]            |
| NME                  | 6/10              |
| Pitchfork            | 8.4/10            |
| Q                    | [ 11 ]            |
| Rolling Stone        | [ 12 ]            |
| Spin                 | 8/10              |
| XLR8R                | 9.5/10            |

Альбом получил положительные отзывы музыкальной критики и интернет-изданий. На сайте Metacritic, который присваивает нормализованный рейтинг из 100 баллов рецензиям ведущих изданий, альбом получил средний балл 81, основанный на 30 рецензиях, что свидетельствует о «всеобщем признании».
О альбоме Хизер Фарес из AllMusic написала: «По большей части, альбом демонстрирует беспокойство и амбиции Oneohtrix Point Never в лестном свете; если он в равной степени мистичен и прекрасен, то это также головоломка, которую стоит попытаться разгадать». Саша Геффен из Consequence of Sound заявила: «R Plus Seven — это, возможно, первый альбом, в котором выкристаллизовалась одновременная радость и ужас, присущие жизни в условиях постоянной связи и постоянного наблюдения. С музыкой, которая одновременно нервирует и радует, Лопатин выкапывает призрака в алгоритме». Марк Ричардсон из Pitchfork отметил концептуальные достоинства альбома, но заявил, что «вы не слушаете эту пластинку, думая о теории; это прекрасный материал, с аккордами, мелодиями и секциями, которые вы помните», заключив: «R Plus Seven не обладает такой развоплощённой странностью, как Replica, но он не менее совершенен, ещё одна интригующая глава от художника, чья работа по-прежнему жива возможностями».

### Итоговые списки
Альбом R Plus Seven попал в списки лучших альбомов 2013 года по итогам года, составленные несколькими изданиями.
| Публикация/Автор                | Ранг      | Ссылка    |
| Итог года                       | Итог года | Итог года |
| ------------------------------- | --------- | --------- |
| CMJ                             | 20        | [ 14 ]    |
| Consequence of Sound            | 16        | [ 15 ]    |
| Drowned in Sound                | 59        | [ 16 ]    |
| Exclaim! (Dance and Electronic) | 9         | [ 17 ]    |
| Fact                            | 34        | [ 18 ]    |
| Gorilla vs. Bear                | 5         | [ 19 ]    |
| musicOMH                        | 83        | [ 20 ]    |
| Pitchfork Media                 | 24        | [ 21 ]    |
| The Quietus                     | 18        | [ 22 ]    |
| Spin                            | 23        | [ 23 ]    |
| Sputnikmusic                    | 28        | [ 24 ]    |
| Stereogum                       | 30        | [ 25 ]    |
| Tiny Mix Tapes                  | 1         | [ 26 ]    |
| The Village Voice (Pazz & Jop)  | 43        | [ 27 ]    |
| The Wire                        | 6         | [ 28 ]    |
| XLR8R                           | 3         | [ 29 ]    |
| 2010—2014                       |           |           |
| Fact                            | 75        | [ 30 ]    |

## Список композиций
Вся музыка написана Daniel Lopatin.
| №   | Название         | Длительность |
| --- | ---------------- | ------------ |
| 1.  | «Boring Angel»   | 4:16         |
| 2.  | «Americans»      | 5:17         |
| 3.  | «He She»         | 1:32         |
| 4.  | «Inside World»   | 3:53         |
| 5.  | «Zebra»          | 6:44         |
| 6.  | «Along»          | 5:23         |
| 7.  | «Problem Areas»  | 3:06         |
| 8.  | «Cryo»           | 2:47         |
| 9.  | «Still Life»     | 4:53         |
| 10. | «Chrome Country» | 5:05         |